# Циховский, Казимир Генрихович
Казими́р Ге́нрихович Цихо́вский (также существует версия фамилии Тихо́вский, пол. Kazimierz Cichowski, 1887, Островец, Радомская губерния, Российская империя — 26 октября 1937, Москва) — польский революционер, председатель ЦИК Литовско-Белорусской советской социалистической республики, деятель Коминтерна.

## Биография
Вступил в СДКПиЛ в 1907 г. Во время Октябрьской революции присоединился к большевикам, с июля 1919 года по сентябрь 1919 года занимал должность председателя Минского городского исполнительного комитета, с ноября 1917 г. стал заместителем комиссара по польским делам в ЦИК Литовско-Белорусской советской социалистической республики. Позднее избран председателем ЦИК Литбела. После поражения в советско-польской войне, в 1921 г. стал членом ЦК КПЗУ.
В 1923 г. арестован и до 1925 г. находится в тюрьме. Избран членом ЦК Коммунистической партии Польши. В сентябре 1932 г. переехал в СССР для работы в ИККИ. Во время гражданской войны в Испании был в интербригадах. В августе 1937 г. был отозван в Москву и 26 октября 1937 г. расстрелян. Реабилитирован посмертно.